# Astragalus bethlehemiticus
Astragalus bethlehemiticus is een plantensoort uit de vlinderbloemenfamilie (Fabaceae). Het betreft een kleine struik. De soort komt voor van Zuid-Turkije tot in Jordanië. Hij groeit daar in struiksteppes en garrigue.
... · 
A. bibullatus ·
A. cicer (bergerwt) ·
A. didymocarpus · 
A. glycyphyllos (wilde hokjespeul) ·
A. whitneyi ·
...